# Christiaen van Couwenbergh

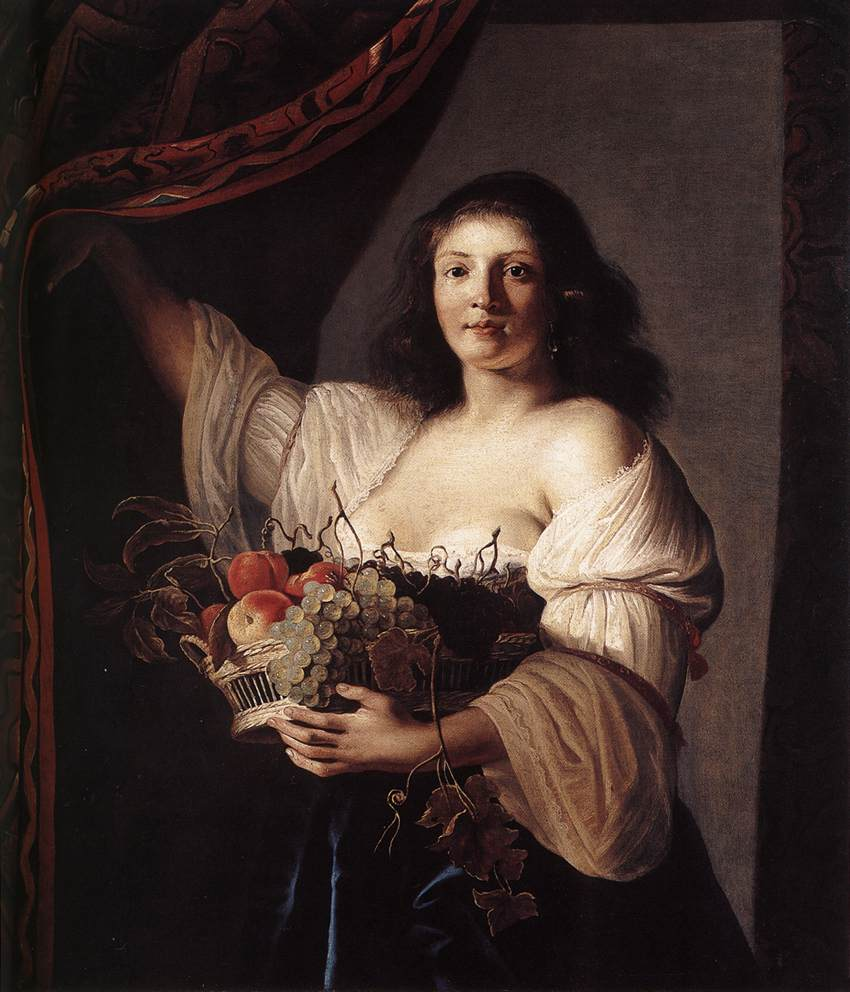
Vrouw met een mand met fruit, 1642, Gemäldesammlung der Universität, Göttingen

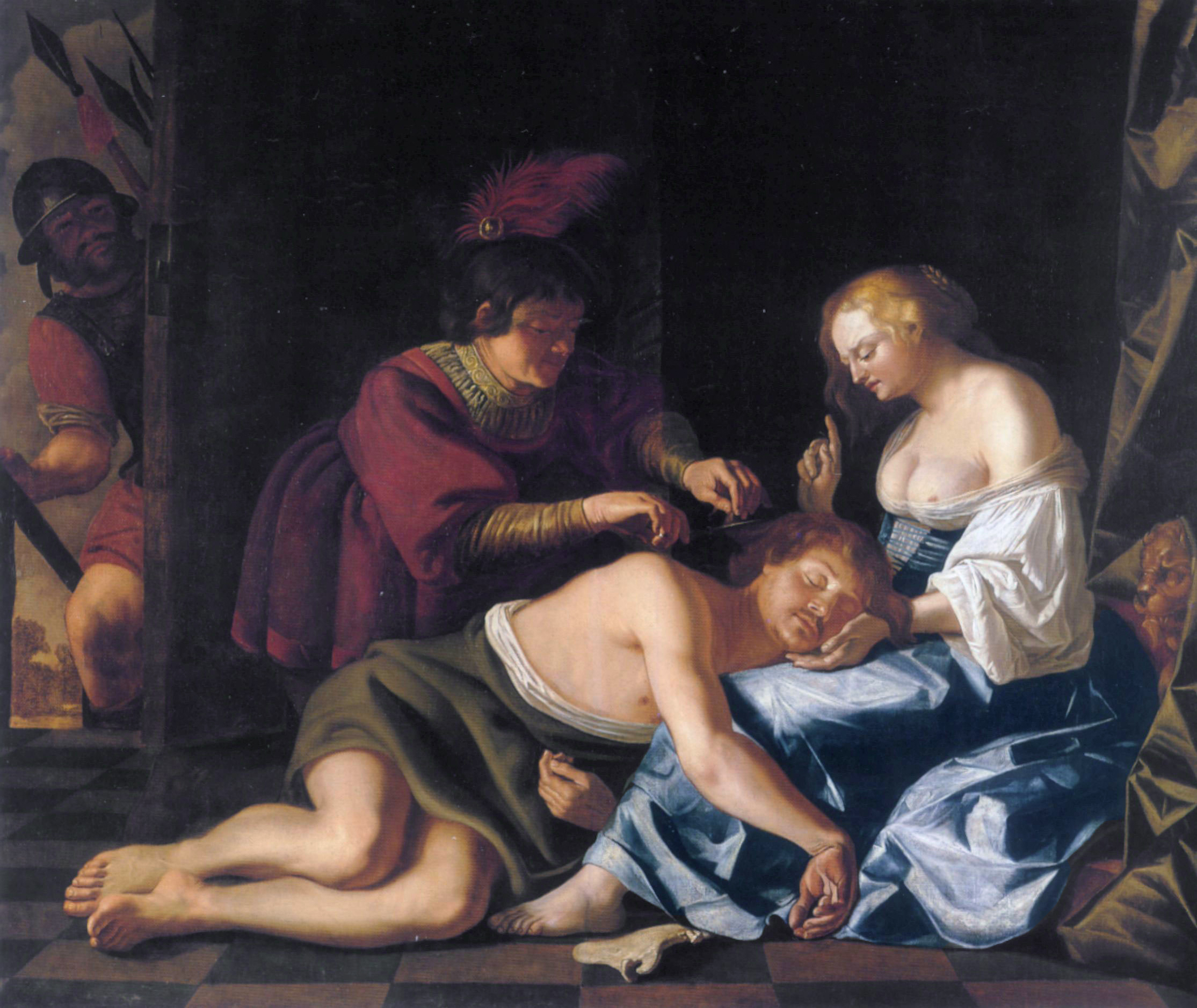
Samson en Delila. Een filistijn knipt een haarlok van Samson af (1630). Het schilderij werd in 1632 door de stad Dordrecht gekocht voor 75 gulden en 17 stuivers en in de grote zaal van het stadhuis gehangen. Het schilderij is qua compositie gebaseerd op een schilderij van Rubens met hetzelfde thema. Dit schilderij maakte van Couwenbergh in de volgende 10 jaar een gevraagd kunstschilder.

Christiaen Gillisz. van Couwenbergh (Delft, 8 juli 1604 - Keulen, 4 juli 1667) was een Nederlands kunstschilder en tekenaar. Hij vervaardigde portretten, genrestukken en historische en allegorische taferelen.
Van Couwenbergh was een zoon van de uit Mechelen afkomstige zilversmid en kunsthandelaar Gillis van Couwenbergh. Deze verhuisde voor 1604 naar Delft, waar hij trouwde met Adriaentje Vosmaer, een zuster van de schilder Jacob Vosmaer (1574 - 1641). Christiaen leerde zelf het schildersvak van Johan van Nes, die zelf een leerling was geweest van de portretschilder Michiel Jansz. van Miereveld. 
Volgens Arnold Houbraken bevond hij zich enige tijd in Italië, maar dat is onzeker omdat daarvan in zijn werk geen invloeden zijn terug te vinden. 
Tussen 1622 en 1624 bevond hij zich in Utrecht. Zijn genrewerk onderging hier de invloed van Gerard van Honthorst en Dirck van Baburen. Terug in Delft trad hij in 1627 toe tot het plaatselijke Sint-Lucasgilde. Hij trouwde in 1630 met Elisabeth van der Dussen, een dochter van een brouwer die tevens burgemeester was en werkte voor de VOC. Uit het huwelijk werden zeven kinderen geboren.
In zijn Delftse periode volbracht hij enkele goedbetaalde opdrachten. Hij leverde decoraties voor het Huis Honselaarsdijk in Honselersdijk en voor het Huis ter Nieuburch in Rijswijk. Beide gebouwen waren destijds in het bezit van prins Frederik Hendrik.
In de periode 1647 tot 1653 bevond hij zich in Den Haag, waarschijnlijk om wat dichter bij het hofleven te zijn. Hij werd er lid van het Sint-Lucasgilde, en zou later deken worden van het genootschap. Hij werd betrokken bij het maken van schilderijen en decoraties voor het 'Oude Hof', nu Paleis Noordeinde en voor de Oranjezaal in Paleis Huis ten Bosch.
Ondanks zijn vergaarde rijkdommen en een erfenis van zijn in 1653 overleden vrouw liep hij in Den Haag schulden op. Van 1654 tot zijn dood in 1667 woonde en werkte Van Couwenbergh in Keulen.